# Leighton Meesterová
Leighton Marissa Meesterová, nepřechýleně Meester (* 9. dubna 1986 Fort Worth, Texas) je americká herečka, zpěvačka, skladatelka a modelka. Nejvíce se proslavila rolí Blair Waldorf v seriálu Super drbna (2007–2012) a rolí Angie D'Amato v seriálu Single Parents (2018–2020). Dále se objevila ve filmech Síla country (2010), Spolubydlící (2011), Monte Carlo (2011) a Dcera nejlepšího kamaráda (2011), Můj otec je šílenec (2012). V roce 2012 se poprvé objevila na Broadwayi ve hře O myších a lidech.
Za svojí kariéru vydala dva singly, nahrála písničky pro různá soundtracková alba a spolupracovala s několika umělci.

## Životopis
Narodila se ve věznici ve Fort Worthu, kde si její matka Constance odpykávala trest za převoz marihuany z Jamajky do USA. Po porodu se ji ujala její babička. Má bratra Alexandera, který je o osm let mladší.
Následně vyrůstala na Floridě. V 11 letech se přestěhovala se svojí matkou do New York City, kde navštěvovala Professional Children's School. Začala kariéru modelky a spolupracovala se současnou filmařkou, Sofií Coppolou. Ve 14 letech se přestěhovala do Los Angeles, kde začala chodit na Hollywood High School a Beverly Hills High School. Poté přestoupila na malou soukromou školu, kde odmaturovala o rok dříve.

## Kariéra

### Herečka
Poprvé se před kamerou objevila v roce 1999, a to konkrétně v seriálu Zákon a pořádek. Větší role přišla s filmem Katova kletba, založeném na bestsellerové knize od Franka Perettiho. Objevila se v devíti epizodách seriálu Tarzan. Dále se objevila v seriálech: Drzá Jordan, Sedmé nebe, Veronica Mars, 24 hodin a Entourage.

V roce 2005 získala roli Savannah Bennet v seriálu Surface. O rok později se objevila ve dvou televizních filmech: Flourish a Inside. Objevila se v jedné epizodě seriálu Vražedná čísla a dvou epizodách Dr. House jako Ali, která se zamilovala do House. Vedlejší roli si zahrála v seriálech Kriminálka Miami a Žralok.

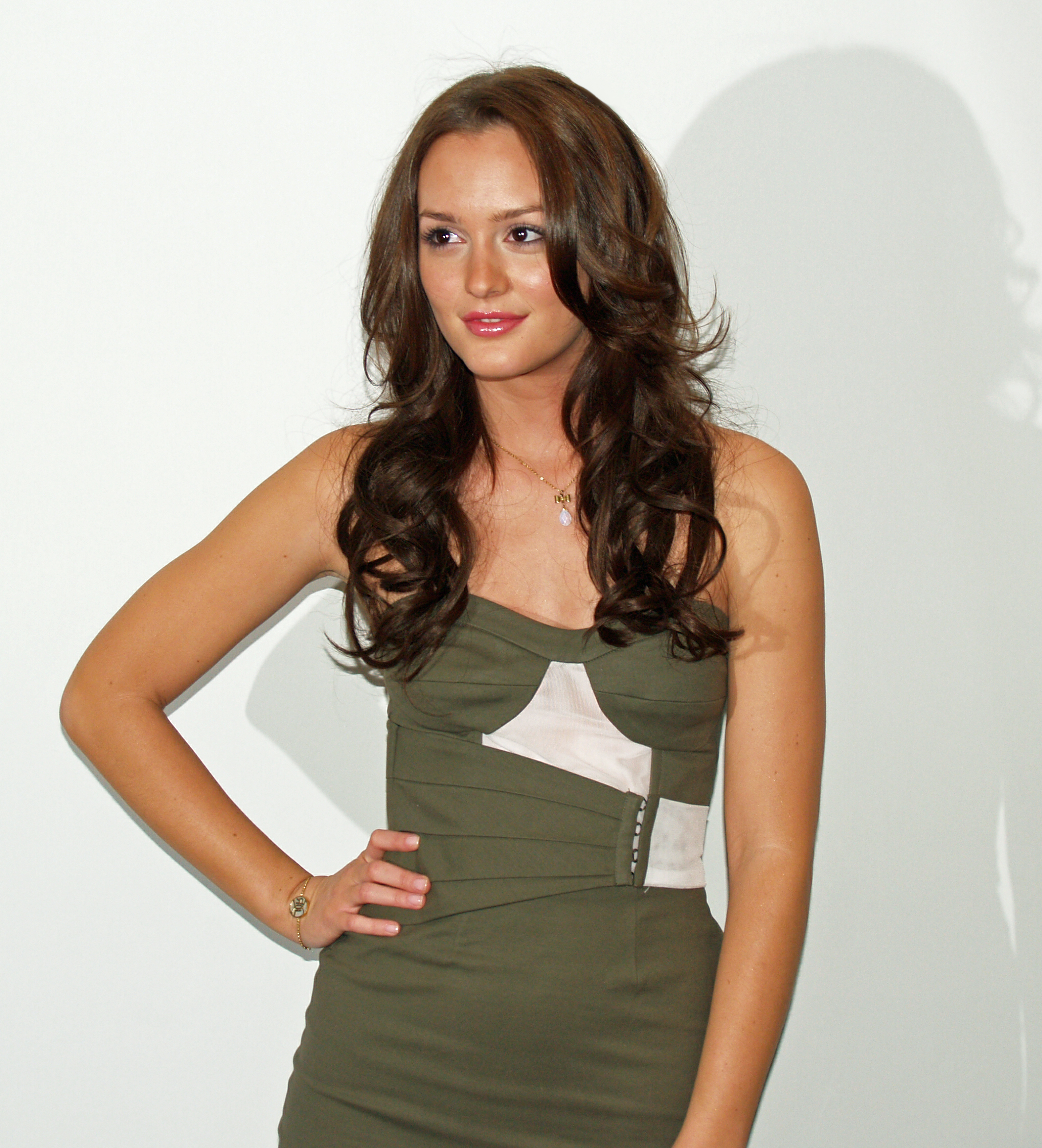
Leighton Marissa Meesterová, 2008

V roce 2007 byla obsazena do role Blair Waldorf v seriálu stanice CW Super drbna. Seriál je založený na knižní sérii Cecily von Ziegesar, o životu newyorské smetánky na Upper East Side.
Objevila se v televizním filmu The Haunting of Sorority Row a Remember the Daze. V roce 2008 se objevila v hororovém filmu Killer Movie.
V roce 2010 se objevila ve třech filmech: Noční rande, Dál než se zdálo a Síla country. V roce 2011 si zahrála roli Rebeccy v thrillerovém filmu Spolubydlící. Dalším filmem toho roku bylo Monte Carlo, založené na novele Headhunters od Juless Bass. Se svým přítelem Adamem Brodym a Hughem Lauriem si zahrála ve filmu Dcera nejlepšího kamaráda, který měl premiéru na Filmovém festivalu v Torontu.
S Adamem Sandlerem a Andy Sambergem si zahrála ve filmu Můj otec je šílenec. Film získal devět nominací na Zlatou malinu. Na konci roku 2012 dokončila natáčení filmu Kde vládne zbraň a začala pracovat na filmu Any Tom, Dick or Harry. S Adamem Brodym se objevila ve filmu Life Partners. Po boku Roberta Downey Jr. se objevila ve filmu Soudce, který měl premiéru v říjnu 2014.
V roce 2014 bylo oznámen hereččin Broadwayský debut v adaptaci O myších a lidech od Johna Steinbecka. V březnu 2016 se přidala k obsazení komediálního seriálu Making History. Seriál byl však zrušen po odvysílání první řady. Hostující roli měla v seriálu Poslední chlap na Zemi. V roce 2018 získala jednu z hlavních rolí v seriálu stanice ABC Single Parents.
V březnu 2019 se objevila ve druhé řadě sci-fi seriálu The Orville jako ústřední postava Laura Huggins v epizodě Last Impressions. Leighton v epizodě zpívá píseň „That’s all I’ve got to say“ s představitelem postavy Gordona Malloye, hercem Scottem Grimesem.

### Modelka
Jako modelka je či byla tváří několika módních značek, pro které točila televizní spoty. Patří k nim Reebok, Sunsilk nebo Herbal Essences.

### Zpěvačka
V roce 2009 podepsala smlouvu s nahrávací společnosti Universal Republic a k jejím největším hitům patří písně jako „Christmas (Baby Please Come Home)“, „Somebody To Love“ (duet s RNB zpěvákem Robinem Thickem) a „Good Girls Go Bad“, což je duet se skupinou Cobra Starship.
Dne 9. září 2014 bylo oznámeno, že debutové LP Heartstrings bude vydáno 28. října. Na devíti písničkách pracovala například s Tori Amos nebo Joni Mitchellovou.

## Osobní život
V roce 2009 se dostala do médií a na veřejnost videokazeta s obrázky, zachycující 18letou spoře oděnou Leighton při erotických hrátkách se svým přítelem. Tato kazeta byla následně uvedena do prodeje za vyvolávající cenu 1 milion dolarů. Sama Leighton však popírá, že by na videokazetě byla ona.
V únoru 2014 se provdala za herce Adama Brodyho, se kterým se poznala na natáčení filmu Dcera nejlepšího kamaráda. V květnu 2015 bylo oznámeno, že dvojice čeká svého prvního potomka. Dcera Arlo Day Brody se jim narodila 4. srpna 2015. V září 2020 její manžel potvrdil, že se jim narodil syn.

## Filmografie

### Film
| Rok  | Název                          | Role                      | Poznámky            |
| ---- | ------------------------------ | ------------------------- | ------------------- |
| 2003 | The Jackalope                  | Lorraine                  | krátkometrážní film |
| 2003 | Katova kletba                  | Elisha Springfield        |                     |
| 2006 | Flourish                       | Lucy Covner               |                     |
| 2006 | Inside                         | Josie                     |                     |
| 2007 | Drive-Thru                     | Mackenzie Carpenter       |                     |
| 2008 | Killer Movie                   | Jaynie Hansen             |                     |
| 2010 | Noční rande                    | Katy                      |                     |
| 2010 | Dál než se zdálo               | Katy                      |                     |
| 2010 | Síla Country                   | Chilse Stanon             |                     |
| 2011 | Spolubydlící                   | Rebecca Evans             |                     |
| 2011 | Monte Carlo                    | Mary Margaret „Meg“ Kelly |                     |
| 2011 | Dcera mého nejlepšího kamaráda | Nina Ostroff              |                     |
| 2012 | Můj otec je šílenec            | Jamie Martin              |                     |
| 2014 | Tichá harmonie                 | Eleanor                   |                     |
| 2014 | Soudce                         | Carla Powell              |                     |
| 2014 | Life Partners                  | Sasha                     |                     |
| 2014 | Kde vládce zbraň               | Ali Matazano              |                     |
| 2014 | Any Tom, Dick, or Harry        | Barbara                   |                     |
| 2015 | Unity                          | Vypravěč                  | dokument            |
| 2018 | The North Winds Gift           | Matka                     | krátkometrážní film |
| 2019 | Semper Fi                      | Clara                     |                     |

### Televize
| Rok       | Název                        | Role             | Poznámky                  |
| --------- | ---------------------------- | ---------------- | ------------------------- |
| 1999      | Zákon a pořádek              | Allysa Turner    | díl: Následovník          |
| 2001      | Bostonská střední            | Sarah Breen      | díl: Chapter Twenty-Eight |
| 2002      | Once and Again               | Amanda           | díl: Gardenia             |
| 2002      | Family Affair                | Irene            | díl: No Small Parts       |
| 2003      | Tarzan                       | Nicki Porter     | Hlavní postava, 5 dílů    |
| 2004      | Drzá Jordan                  | Marie Strand     | díl: Chybějící kousky     |
| 2004      | Sedmé nebe                   | Kendall          | 2 díly                    |
| 2004      | North Shore                  | Veronica Farrel  | díl: Pilot                |
| 2004,2008 | Vincentův svět               | Justine Chapin   | 3 díly                    |
| 2005      | 24 hodin                     | Debbie Pandleton | 4 díly                    |
| 2005      | 8 jednoduchých pravidel      | Nikki Alcott     | díl: The After Party      |
| 2005      | Veronica Mars                | Carrie Bishop    | 2 díly                    |
| 2005–2006 | Vetřelci z hlubin            | Savannah Barnett | Hlavní postava, 12 epizod |
| 2006      | Lovci příšer                 | Poppy (hlas)     | 1 díl                     |
| 2006      | Vražedná čísla               | Karen Camden     | díl: Temná hmota          |
| 2006      | Dr. House                    | Ali              | 2 díly                    |
| 2007      | Kriminálka Miami             | Heather Crowley  | díl: Rozvrácená rodina    |
| 2007      | Žralok                       | Megan            | 3 díly                    |
| 2007      | The Haunting of Sorority Row | Samantha Willows | TV film                   |
| 2007–2012 | Super drbna                  | Blair Waldorf    | Hlavní role, 121 dílů     |
| 2017      | Making History               | Deborah Revere   | 9 dílů                    |
| 2018      | Poslední chlap na Zemi       | Zoe              | díl: Karl                 |
| 2018–2020 | Single Parents               | Angie            | hlavní role, 45 dílů      |
| 2019      | The Orville                  | Laura Huggins    | díl: Lasting Impressions  |
| 2022      | How I Met Your Father        | Meredith         | vedlejší role             |

### Divadlo
| Rok  | Název             | Role             | Poznámky         |
| ---- | ----------------- | ---------------- | ---------------- |
| 2014 | O myších a lidech | Curlyho manželka | Longacre Theatre |

## Diskografie

### Studiová alba
- Heartstings (2014)

## Ocenění a nominace
| Rok  | Ocenění                      | Kategorie                                 | Práce                                          | Výsledek  |
| ---- | ---------------------------- | ----------------------------------------- | ---------------------------------------------- | --------- |
| 2008 | Teen Choice Awards           | nejlepší seriálová herečka: drama         | Super drbna                                    | nominace  |
| 2008 | Teen Choice Awards           | objev roku: žena                          | Super drbna                                    | nominace  |
| 2009 | Teen Choice Awards           | nejlepší seriálová herečka: drama         | Super drbna                                    | vítězství |
| 2009 | MTV Video Music Awards       | nejlepší popové video                     | „Good Girls Go Bad“ (sdíleno s Cobra Starship) | nominace  |
| 2010 | Teen Choice Awards           | nejlepší seriálová herečka: drama         | Super drbna                                    | vítězství |
| 2010 | Hollywood Film Awards        | Spotlight Award                           | Síla country                                   | vítězství |
| 2011 | MTV Movie Awards             | nejlepší zloduch                          | Spolubydlící                                   | nominace  |
| 2011 | Teen Choice Awards           | nejlepší filmová herečka: drama           | Síla country                                   | nominace  |
| 2011 | Teen Choice Awards           | nejlepší filmový zloduch                  | Spolubydlící                                   | nominace  |
| 2012 | Teen Choice Awards           | nejlepší seriálová herečka:               | Super drbna                                    | nominace  |
| 2012 | Teen Choice Awards           | nejoblíbenější letní filmová hvězda: žena | Můj otec je šílenec                            | nominace  |
| 2013 | Zlaté maliny                 | nejhorší filmová dvojice                  | Můj otec je šílenec                            | nominace  |
| 2013 | Zlaté maliny                 | nejhorší obsazení                         | Můj otec je šílenec                            | nominace  |
| 2014 | Broadway.com Audience Awards | nejoblíbenější divadelní herečka: hra     | O myších a lidech                              | nominace  |